# Leporinus muyscorum
Leporinus muyscorum és una espècie de peix de la família dels anostòmids i de l'ordre dels caraciformes.

## Morfologia
- Les femelles poden assolir 25,7 cm de llargària total.[2]

## Hàbitat
Viu en zones de clima tropical.

## Distribució geogràfica
Es troba a Sud-amèrica: conques dels rius Magdalena i Atrato a Colòmbia.